# Théorie du déséquilibre
La théorie du déséquilibre (aussi appelée théorie des équilibres à prix fixes ou théorie des équilibres avec rationnements) est une théorie économique qui explique le chômage involontaire et l'insuffisance de la demande effective comme étant dus à un déséquilibre de marché lié à des imperfections d'information et des défauts de coordination entre les agents économiques. 
Élaborée dans les années 1960 et 1970, notamment par Robert Clower puis par Edmond Malinvaud ou Jean-Pascal Benassy, cette théorie a cherché à donner des microfondations à la théorie keynésienne du chômage involontaire en la mélangeant avec les théories de l'école néoclassique pour dépasser cette dernière. Elle préfigure la nouvelle économie keynésienne.

## Historique

### Première découverte
La théorie du déséquilibre est principalement formulée par des économistes américains. Les travaux pionniers émergent dans les années 1969 sous la plume de Robert Clower (1965 et 1969), puis de Axel Leijonhufvud (1967 et 1968).

### Seconde vague
La théorie est développée au cours d'une seconde vague au cours des années 1970, alors que la synthèse néoclassique est en perte de vitesse et que deux autres écoles, la nouvelle économie classique et l'école monétariste, cherchent à réfuter les éléments keynésiens contenus dans les thèses de la synthèse néoclassique.
Ainsi, Robert Barro et Herschel Grossman enregistrent des avancées dans la théorie du déséquilibre en 1971 et 1976. À cette date, la théorie est reprise par Jean-Pascal Benassy d'une part, et Jean-Michel Grandmont et Guy Laroque d'autre part, puis par Edmond Malinvaud en 1977,. Ils se basent sur certaines analystes de Don Patinkin (1956).

### Disparition
Si la théorie des équilibres à prix fixes a, selon Pierre Dockès, « constitué une part notable de la recherche académique à la fin des années 1970 » et au début des années 1980, avec une « influence considérable » sur le débat macroéconomique, elle avait quasiment disparu du champ de la recherche économique en 1990. 
Cela est lié tout à la fois au dynamisme des modèles et trouvailles des autres écoles économiques (nouvelle économie classique en tête, durant les années 1980) et au fait que les travaux de l'école du déséquilibre faisaient implicitement référence aux prix administrés et traitait de prix rigides à une époque où les prix administrés disparaissaient et où l'inflation rendaient les prix au contraire flexibles.

## Concept

### Fondements
La théorie du déséquilibre est une théorie dérivée du keynésianisme, notamment sous sa forme de la synthèse néoclassique, mais dispose aussi d'éléments issus de l'école néoclassique. Elle cherche à expliquer le chômage et l'insuffisance de la demande effective (qui cause le chômage chez Keynes) comme étant un problème lié à des imperfections d'information et de coordination entre les agents économiques. D'un point de vue méthodologique, cette théorie cherche à fournir des fondations microéconomiques à un phénomène d'ordre macroéconomique.
La théorie du déséquilibre part du constat de la permanence des déséquilibres sur le marché du travail. Afin d'expliquer ce déséquilibre, la théorie fait le choix d'abandonner les hypothèses néoclassiques de l'information parfaite et de la parfaite flexibilité des prix. Les déséquilibres sont expliqués par la rigidité salariale à la baisse, qui ne peut donc pas jouer son rôle d'ajusteur.
Cette théorie admet notamment la possibilité qu'un chômage keynésien puisse exister, en plus du chômage classique, donc qu'il puisse y avoir un chômage involontaire prolongé. En effet, les prix à court terme sont rigides, ce qui peut provoquer des déséquilibres dont le chômage, qui apparaît comme un déséquilibre entre l'offre et la demande sur le marché de l'emploi. Selon la théorie, le marché devrait ajuster l'offre et la demande pour atteindre un équilibre général, mais cela ne peut avoir lieu du fait de la rigidité des prix. Cette rigidité empêche les prix de baisser lorsque l'offre et la demande sont désalignés. L'ajustement s'effectue par conséquent par le biais des quantités échangées : tous les demandeurs ne trouvent pas d'offre au prix consenti. Ainsi, l'excès d'offre se traduit par du chômage.

### Classification idéologique
Si les auteurs à l'origine de la théorie du déséquilibre sont pour la plupart des néoclassiques inspirés par Léon Walras, ils font le choix d'abandonner certaines hypothèses de leur école pour gagner en réalisme. On peut à ce titre remarquer que le caractère keynésien de la théorie du déséquilibre n'est pas véritablement due à une adhésion au keynésianisme de la part des auteurs. Plutôt, les auteurs reprennent certaines idées keynésiennes dont, notamment, que le laisser-faire peut engendre des situations économiques sous-optimales qui peuvent être améliorées par la politique économique.
Plus largement, certains de ces auteurs ont cherché, avec cette théorie, à jeter des ponts entre le keynésianisme et l'école néoclassique : Patinkin soutenait ainsi que Keynes était walrassien sans s'en rendre compte. La théorie est ainsi parfois considérée comme appartenant à la synthèse néoclassique.

## Postulats

### Rigidité des prix
La théorie du déséquilibre soutient que les prix sont rigides, du moins à court terme. Cela empêche l'ajustement spontané de l'offre et de la demande par le prix comme on peut le trouver dans la théorie néoclassique. Ainsi, la variation du prix ne pouvant pas agir comme mécanisme d'ajustement de l'offre et de la demande, l'ajustement a lieu sur les volumes.

## Conclusions du modèle

### Échec du tâtonnement
Les agents disposent d'un budget, mais leur demande ne peut permettre un ajustement de l'offre, car les prix sont rigides ; ainsi, sur certains marchés, les agents ne pourront acheter la quantité désirée. Cela crée un déséquilibre. Les agents vont reformuler une demande, le tâtonnement s'effectuant désormais sur les quantités.Ce processus ne conduit toutefois pas nécessairement à un équilibre sur tous les marchés.

### Quatre déséquilibres possibles

#### Chômage keynésien
La théorie du déséquilibre explique l'existence de quatre grands déséquilibres. Le premier d'entre eux est le chômage keynésien, caractérisé par un excès d'offre sur le marché des biens, et un excès d'offre sur le marché du travail. En d'autres termes, le producteur ne peut pas vendre autant qu'il n'a produit du fait d'une faiblesse de la demande, et les actifs qui proposent leur force de travail ne sont pas recrutés. L'insuffisance de la demande de biens (la faiblesse du nombre de ventes) se répercute sur la faiblesse du dynamisme du marché du travail.

#### Chômage classique
Le chômage classique, celui qui est soutenu par l'école néoclassique, est aussi explicable par la théorie du déséquilibre. Le marché de biens se situe dans une situation d'excès de demande (trop de demande par rapport à l'offre), et le marché du travail par un excès d'offre (trop d'actifs souhaitant obtenir un emploi par rapport aux besoins des entreprises). Dans ce cas, la capacité de production des entreprises est insuffisante, elles ne peuvent produire assez pour que leur offre égalise la demande. En même temps, l'entreprise a un équipement trop restreint pour employer plus de travailleurs. Dans ce cas, le chômage est dû à un salaire réel trop élevé.

#### Inflation contenue
Lorsqu'il y a un excès de demande sur les marchés de biens et de travail, alors l'économie chauffe car le chômage baisse en même temps que la demande augmente. Toutefois, les prix étant rigides, l'inflation demeure contenue.

#### Sous-consommation
Lorsqu'il y a un excès d'offre sur le marché des biens, et un excès de demande sur le marché du travail, alors l'économie se trouve en situation de surproduction généralisée. La faiblesse de la demande crée des invendus et des pertes pour les entreprises, mais il y a un déséquilibre sur le marché du travail en défaveur des entreprises, qui peinent à recruter. Cette situation est qualifiée par Valérie Mignon de « fortement improbable ».

### Politiques économiques adéquates
La théorie du déséquilibre met en évidence que, selon le déséquilibre subi par l'économie, la réponse diffère en matière de politique économique. Dans le cas d'un chômage keynésien, où la demande est insuffisante sur le marché des biens et où il y a plus d'offreurs de travail que de demande de travail, il faut mettre en œuvre une politique de relance, notamment par la consommation. Le cas du chômage classique est très différent, car dans ce cas, les entreprises n'ont pas la possibilité d'augmenter leur production, et une politique de relance serait inflationniste. Dans ce cas, il faut diminuer le salaire réel afin d'augmenter la demande de travail et augmenter l'offre des entreprises.

## Illustration
Deux marchés :
- le marché des biens et services ;
- le marché du travail.

Situation No 1 : une offre de travail inférieure à une demande de travail et une offre de biens et services supérieure à une demande de biens et services.
Situation No 2 : une offre de travail supérieure à une demande de travail et une offre de biens et services supérieure à une demande de biens et services.
Situation No 3 : une offre de travail inférieure à une demande de travail et une offre de biens et services inférieure à une demande de biens et services.
Situation No 4 : une offre de travail supérieure à une demande de travail et une offre de biens et services inférieure à une demande de biens et services.

Les entreprises pourraient produire plus mais n'embauchent pas. Il leur est impossible de produire dans de bonnes conditions de rentabilité pour les raisons suivantes :
- investissement antérieur faible ;
- taux d'intérêt élevés.

Une politique qui pourrait être appliquée serait la relance keynésienne. C'est-à-dire que l’on pourrait aider les entreprises de façon à restaurer leurs marges : privilégier l'orientation de la valeur ajoutée (VA) à l'avantage des salariés pour qu'ils consomment et à l'avantage des entreprises pour qu'elles puissent investir.
Au-delà des années 1980, les économies occidentales ont pu être confrontées à la fois à un chômage keynésien et à un chômage classique.

## Postérité

### Prolongement dans la théorie dujob search
Si la théorie du déséquilibre veut expliquer des phénomènes macroéconomiques, elle mobilise des bases microéconomiques. Ses auteurs partent de l'équilibre général de Walras et plus précisément du rationnement surproduction / pénurie. De fait, la théorie du job search constitue une application particulière de la théorie du déséquilibre sur le marché du travail.

### Critique et marginalisation
La théorie du déséquilibre a été considérée comme imparfaite, et a ainsi été progressivement marginalisée. Toutefois, certaines de ses observations théoriques restent intéressantes. Comme l'écrit Michel de Vroey, « le fait que la piste « déséquilibre » ait été considérée comme impraticable n’a évidemment pas entraîné l’abandon de ce projet. Ses défenseurs ont simplement changé leur fusil d’épaule et investigué d’autres voies de recherche comme, par exemple, celle de la concurrence imparfaite ».